# Wissenschaftspreis des Landes Niederösterreich
Der Wissenschaftspreis des Landes Niederösterreich ist ein Wissenschaftspreis des Landes Niederösterreich.

## Geschichte
Nachdem sich der 1959 gestiftete Niederösterreichische Kulturpreis bewährt hatte, wurde von der Niederösterreichischen Landesregierung mit Beschluss am 17. Dezember 1963 auch ein Wissenschaftspreis gestiftet. Der Preis war 1964 mit 50.000 Schilling und 2014 mit 38.000 Euro dotiert.

## Preisträger
| Jahr | Würdigungspreis                                                                     | Förderungspreise (bis 1994) / Anerkennungspreise (ab 1995)                                                                                                   |
| ---- | ----------------------------------------------------------------------------------- | --- |
| 1964 | Herbert Mitscha-Märheim                                                             | Karl Gutkas, Erich Thenius |
| 1965 | Leopold Schmidt                                                                     | Herma Stiglitz-Thaller, Friedrich Kasy |
| 1966 | Josef Zykan                                                                         | Erik Arnberger, Harry Kühnel |
| 1967 | Albert Wiedmann, Michael Higatsberger                                               | Martin Sedlacek |
| 1968 | Willibald Maria Plöchl                                                              | Friedrich Bachmayer, Franz Gall |
| 1969 | Hermann Hänsel                                                                      | Elsa Leonore Kusel |
| 1970 | Adalbert Klaar                                                                      | Maximilian Fischer, Herwig Friesinger |
| 1971 | Wolfgang Kummer                                                                     | Helmut Rauch, Martin Seger |
| 1972 | Rudolf Noll                                                                         | Hedwig Heger, Friedrich Steininger |
| 1973 | Paul Urban                                                                          | Erich Zbiral, Dieter Gutknecht |
| 1974 | Hellmuth Petsche                                                                    | Johann Haider |
| 1975 | Otto Brunner                                                                        | Maria-Theresia Winkler, Franz Zwittkovits |
| 1976 | Josef Stummvoll                                                                     | Helmut Fielhauer, Wolfgang Holzner |
| 1977 | Franz Viehböck                                                                      | Oskar Pausch, Peter Faupl |
| 1978 | Alfons Maria Stickler                                                               | Friederike Wawrik, Wolfgang Häusler |
| 1979 | Helmut Rauch                                                                        | Rudolf Maier, Erwin Illichmann |
| 1980 | Hiltraud Ast                                                                        | Hannsjörg Ubl, Rainer Walther |
| 1981 | Alois Brusatti                                                                      | Simone Bachmayer-Schagerl, Gerhard Birkfellner |
| 1982 | Karl Burian                                                                         | Herbert Seifert, Anton Kucera |
| 1983 | Herma Stiglitz                                                                      | Werner Schulze, Michael Brainin |
| 1984 | Adam Wandruszka                                                                     | Beatrix Bastl, Falko Daim |
| 1985 | Alfred Schmidt                                                                      | Gerhard Floßmann |
| 1986 | Erich Zöllner                                                                       | Martin Johannes Stift |
| 1987 | Walter Schleger, Fritz Felgenhauer                                                  | Peter Bydlinski, Marianne Ringler, Elisabeth Hanak-Ruttkay, Johannes Wolfgang Neugebauer                                                                     |
| 1988 | Herbert Franz                                                                       | Franz Stuhlhofer, Hermann Dollfuss |
| 1989 | Richard Georg Plaschka, Ochsner Wärmepumpenwerk                                     | Rudolf Langthaler, Christine Ertel / Verena Gassner, Hans Fürst, Johannes Riegl                                                                              |
| 1990 | Erich Heintel                                                                       | Géza Hajós, Karl Sandner |
| 1991 | Karl Gutkas, Otto Kraupp                                                            | Wolfgang Obenaus, Manfred Angerer, Paul Bratusch-Marrain, Hubert Porteder                                                                                    |
| 1992 | Werner Biffl                                                                        | Ferdinand Kerschner, Rudolf Berger |
| 1993 | Eva Frodl-Kraft                                                                     | Dieter Stiefel, Bernhard Seidl |
| 1994 | Franz Ressl                                                                         | Charlotte Ziegler, Norbert Nowotny |
| 1995 | Harry Kühnel, Gustav Wendelberger, Wolfdieter Bihl                                  | |
| 1996 | Herbert Knittler, Friedrich Steininger                                              | |
| 1997 | Gustav Reingrabner, Hans Martin Steiner                                             | |
| 1998 | Floridus Röhrig, Gernot Bretschko                                                   | |
| 1999 | Herwig Friesinger, Siegfried Selberherr                                             | |
| 2000 | Ernst Bruckmüller, Erich Thenius                                                    | |
| 2001 | Heide Dienst, Max H. Fink                                                           | |
| 2002 | Peter Melichar, Paul Bratusch-Marrain                                               | |
| 2003 | Maria Hornung, Rudolf Maier                                                         | |
| 2004 | Marianne Popp, Rudolf Welser                                                        | |
| 2005 | Helmut Engelbrecht, Rudolf Slavicek, Ela Hornung Ernst Langthaler Sabine Schweitzer | |
| 2006 | Gregor M. Lechner, Meinhard Regler, Christina Schäffer                              | |
| 2007 | Karl Brunner, Godfrid Wessely                                                       | |
| 2008 | Peter Kampits, Thomas Auberger                                                      | |
| 2009 | Elisabeth Lichtenberger, Dieter Falkenhagen                                         | |
| 2010 | Maria Teschler-Nicola, Leopold März, Albert Hackl                                   | |
| 2011 | Christa Farka, Karl Sigmund, Manfred Kandler                                        | |
| 2012 | Gerhard Jagschitz, Friedrich Franek                                                 | |
| 2013 | Elisabeth Vavra, Rudolf Valenta                                                     | Christa Hammerl, Christoph Lind, Helmut Habersack, Monika Schmoll                                                                                            |
| 2014 | Halina Baran, Johannes Fröhlich                                                     | |
| 2015 | Rudolf Krska, Institut für Geschichte des ländlichen Raumes                         | Sabine Krist, Charlotte Natmeßnig/Andreas Resch, Josef Weinbub, Andrea Watzinger                                                                             |
| 2016 | Dokumentationsarchiv des österreichischen Widerstandes, Thilo Sauter                | Wolfgang Aigner, Edith Kapeller, Hubert Hettegger, Irina Sulaeva, Angela Sessitsch, Birgit Mitter, Stephane Compant                                          |
| 2017 | Michael Brainin, Carl-Philipp Heisenberg                                            | Barbara Fischer, Sandra Häuplik-Meusburger, Gabrielle Kremer, Sebastian Schrittwieser                                                                        |
| 2018 | Institut für jüdische Geschichte Österreichs, Thomas Prohaska                       | Franz-Rudolf Berthiller, Katharina Fellnhofer, Iris Kral und Christoph Pieh                                                                                  |
| 2019 | Oliver Grau, Martin Wagner                                                          | Lucian Beer, Astrid Rosa Mach-Aigner, Celine Wawruschka, Doris Ribitsch und Georg Gübitz                                                                     |
| 2020 | Simon Gröblacher, Dietmar Georg                                                     | Markus Gusenbauer, Gabriel Maria Lentner, Alina Meindl und Barbara Nußbaumer-Streit                                                                          |
| 2021 | Klaus Podar, Huberta Weigl                                                          | Alice Auersperg, Bernadette Fina, Philipp Haslinger, Sarah Louise Nash                                                                                       |
| 2022 | Sonia Vallet, Gerhard W. Weber                                                      | Juliane Burghardt, Nicole Dörr, Thomas Gremmel, Kathrin Kober-Rychli                                                                                         |
| 2023 | Thomas Bugnyar, Christine Glaßner                                                   | Stefan Freunberger, Leonid Sazanov, Maksym Serbyn, Eva Oburger                                                                                               |
| 2024 | Thomas Eiwegger, Ludwig Huber                                                       | Dan Alistarh, Michaela Griesser, Mathias Harzhauser, Forschungsteam Domestikation (Zsófia Virányi, Friederike Range, Kurt Kotrschal, Sarah Marshall-Pescini) |